# EA 스포츠 FC 25
EA 스포츠 FC 25(EA Sports FC 25)는 축구 시뮬레이션 게임으로, EA 스포츠가 배급했다. EA 스포츠 FC 시리즈의 두 번째 작품이자 EA 스포츠의 축구 시뮬레이션 게임 전체 32번째 작품이다. 이 게임은 EA 스포츠가 개발했으며, 2024년 9월 27일 닌텐도 스위치, 플레이스테이션 4, 플레이스테이션 5, Windows, 엑스박스 원, Xbox Series X/S용으로 전 세계에 출시되었다. 게임의 얼티밋 에디션을 예약 구매한 사용자들은 2024년 9월 20일부터 게임을 플레이할 수 있었다.
EA 개발자들에 따르면, 이번 작품은 게임 플레이와 플레이어 몰입도를 높이기 위한 여러 기능을 도입했다. 얼티밋 에디션 표지에는 축구 선수 잔루이지 부폰, 아이타나 본마티, 주드 벨링엄, 지네딘 지단, 데이비드 베컴이 그들의 경력을 상징하는 트로피로 가득 찬 방에 있는 모습이 담겨 있다. 스탠다드 에디션 표지에는 레알 마드리드의 주드 벨링엄만이 등장한다.

## 새로운 기능

### FC IQ
전술 시스템을 포괄적으로 개편하여 플레이어가 팀 전략에 더 효과적으로 영향을 미칠 수 있게 했다. 현대화된 팀 전술과 동료 선수를 위한 더욱 스마트한 AI를 포함하여 더욱 역동적인 게임 플레이 경험을 가능하게 한다. 이제 플레이어는 유명 감독의 전술을 모방하여 경기 중 포메이션을 유동적으로 조정할 수 있다.

### 플레이어 역할
이 게임은 플레이어에게 고유한 역할을 부여하여 팀 전략에 더 잘 맞도록 개선했다. 이 기능은 플레이어의 강점에 따라 효과적으로 활용되도록 설계되었다.

### 골키퍼 플레이스타일
골키퍼를 위한 새로운 게임 플레이 메커니즘이 추가되어 포지션에 더 깊이를 더하고 다양한 플레이 스타일을 허용한다. 이제 골키퍼도 필드 플레이스타일을 사용할 수 있다.

### 5v5 러시 모드
플레이어는 새로운 5대5 모드에서 친구들과 팀을 이룰 수 있다. 이 모드는 EA 스포츠 FC 24에서 마지막으로 등장했던 VOLTA를 대체한다.

## 대회
UEFA 챔피언스리그, UEFA 여자 챔피언스리그, UEFA 유로파리그, UEFA 컨퍼런스리그가 다시 등장한다.
프리미어리그, 라리가, 세리에 A, 분데스리가, 사우디 프로페셔널리그, 메이저 리그 사커, 리그 1 등이 남녀 모두 플레이 가능한 38개 리그에 포함된다.
쿠프 드 프랑스 또한 게임에서 완전히 라이선스를 획득했다. 프리메이라리가도 라이선스를 획득했지만, EA 스포츠의 도박 반대 정책으로 인해 스폰서 이름(Betclic)은 포함되지 않았다. 하지만 이 리그와 스폰서 이름은 경쟁 게임인 이풋볼에서는 라이선스를 획득했다.

## 라이선스
FC 24의 대부분의 클럽이 복귀하지만, 세리에 A 클럽인 FC 인테르나치오날레 밀라노, SS 라치오, 아탈란타, AC 밀란은 각각 롬바르디아 FC, 라티움, 베르가모 칼초, 밀라노 FC로 이름이 바뀌었으며, 벨기에 축구 국가대표팀, 캐나다 여자 축구 국가대표팀은 EA가 라이선스를 상실했다. 세리에 A 클럽인 로마와 나폴리는 각각 FIFA 20과 FIFA 22에서 마지막으로 등장한 이후 4년, 2년 만에 복귀했다. 또한, FIFA 22에 마지막으로 등장했던 그리스 클럽이자 2023-24년 UEFA 유로파컨퍼런스리그 챔피언인 올림피아코스가 복귀한다. 11회 아제르바이잔 프리미어리그 챔피언인 가라바흐는 프랜차이즈에 첫 데뷔하며, 핀란드 여자 축구 국가대표팀도 마찬가지이다.
바이에른 뮌헨과 FC 바르셀로나는 각각 FIFA 20과 FIFA 17부터 일반 경기장에서 경기를 치러왔는데, 이는 두 클럽의 경기장이 KONAMI의 이풋볼에 독점적이기 때문이다. 반면, FIFA 19에 마지막으로 등장했던 리버 플레이트의 홈 경기장인 에스타디오 마스 모누멘탈이 복귀한다.

## 얼티밋 팀
출시를 앞두고 EA 스포츠는 은퇴한 축구 선수들을 위한 사용 가능한 카드인 히어로즈의 출시 세트 멤버를 발표했으며, 이 카드들은 만화책 아트 스타일과 팀 케미스트리를 위한 리그 연관성을 가지고 특별한 순간을 묘사한다. 야야 투레를 제외하고는 모두 새로운 히어로들이다. 마찬가지로 아이콘(은퇴한 축구 선수들을 위한 사용 가능한 카드이며, 전성기 등급을 묘사하고 게임에서는 "ICONs"로 표기됨)이 얼티밋 팀에 복귀하며, 케미스트리를 위해 해당 국가와만 연관된다. 8명의 새로운 아이콘은 잔루이지 부폰, 가레스 베일, 로타 셸린, 줄리 푸디, 릴리앙 튀람, 나딘 앙거러, 미야마 아야, 마리네트 피숑이다.

## 커리어 모드
커리어 모드는 플레이어에게 축구 클럽 매니저가 되어 다양한 시즌을 통해 팀을 이끄는 몰입감 있는 경험을 제공한다. 플레이어는 선수 이적, 훈련 계획, 전술에 관한 결정을 내리고, 클럽 재정을 관리하며 팬 기반을 구축할 수 있다. 이 모드는 어린 재능을 스타로 키울 수 있는 선수 개발 기능을 포함하며, 라이벌 관계와 이사회 기대치의 역동적인 특성이 도전의 깊이를 더한다.

## FC 25 쇼케이스
2024년 12월 5일, EA 스포츠는 신규 사용자들이 체험할 수 있는 FC 25의 프리뷰 버전을 출시했다. 이 버전은 제한된 킥 오프 및 러시 모드를 포함하며, 클럽 및 팀 선택이 번갈아 가며 제공된다. 이는 FIFA 20 이후 EA가 개발한 축구 게임 중 무료 플레이 가능한 버전이 포함된 첫 번째 게임이다.

## 평가
메타크리틱의 리뷰 취합에 따르면, EA 스포츠 FC 25는 플레이스테이션 5 버전에서 비평가들로부터 "대체로 호의적인" 평가를 받았으며, 엑스박스 시리즈 X/S 버전에서는 "혼합 또는 보통" 평가를 받았다. 또한, 오픈크리틱에 따르면 비평가들의 68%가 이 게임을 추천했다.
이 게임은 더 게임 어워드 2024에서 "최고의 스포츠/레이싱 게임" 부문을 수상했으며, 제28회 D.I.C.E. 어워드에서 "올해의 스포츠 게임" 후보에 올랐다.